# Hans Eller
Hans Eller (* 14. August 1910 in Danzig; † 4. April 1943) war ein deutscher Ruderer, der 1932 Olympiasieger im Vierer mit Steuermann wurde.
Hans Eller belegte 1930 mit dem Vierer des Berliner RC den zweiten Platz bei der Deutschen Meisterschaft. 1932 erreichte Eller mit dem Vierer das Finale bei den Olympischen Spielen 1932. In der Besetzung Hans Eller, Horst Hoeck, Walter Meyer, Joachim Spremberg und Steuermann Carlheinz Neumann siegte das Boot mit knappem Vorsprung vor dem italienischen Boot. 1934 belegte Eller mit dem Achter des Berliner RC noch einmal den dritten Platz bei der Deutschen Meisterschaft. Er war Leutnant der Wehrmacht und kam in einem Kriegsgefangenenlager ums Leben. Sein Name ist auf einer Natursteinstele eingraviert, die auf dem Militärfriedhof bei Kursk-Besedino in Russland errichtet wurde.